# Río Doubs
El río Doubs (en francoprovenzal y en español áurico, Dubs) es un río de Francia y Suiza, un afluente del río Saona por la izquierda. Nace en Mouthe (departamento de Doubs), a 937 m sobre el nivel del mar, atraviesa el lago de Saint-Point, y forma la frontera franco-suiza durante decenas de kilómetros, antes de entrar en el cantón suizo del Jura, definiendo el llamado Clos du Doubs. En este punto cambia de dirección de SO-NE a Estenordeste-Oeste-Suroeste, regresando a Francia, para volver a girar, esta vez al S-N hasta llegar a la aglomeración de Montbéliard (no llega a la ciudad propiamente dicha). Allí toma curso NE-SO, pasando por Besançon —donde bordea la ciudad antigua— y Dole, para unirse al Saona en Verdun-sur-le-Doubs (Saona y Loira).
Tiene una longitud de 430 km, aunque la distancia de la fuente a su desembocadura, en línea recta, es menor de 100 km. Su cuenca drena 7500 km². 
La ciudad más importante de su curso es Besançon. Atraviesa los departamentos franceses de Doubs, Jura, y Saona y Loira, y el cantón suizo del Jura. El río se utiliza para la navegación del Ródano al Rin entre Dole y Montbéliard (200km), bien en su curso natural, bien canalizado (Canal du Rhône au Rhin).

## Etimología

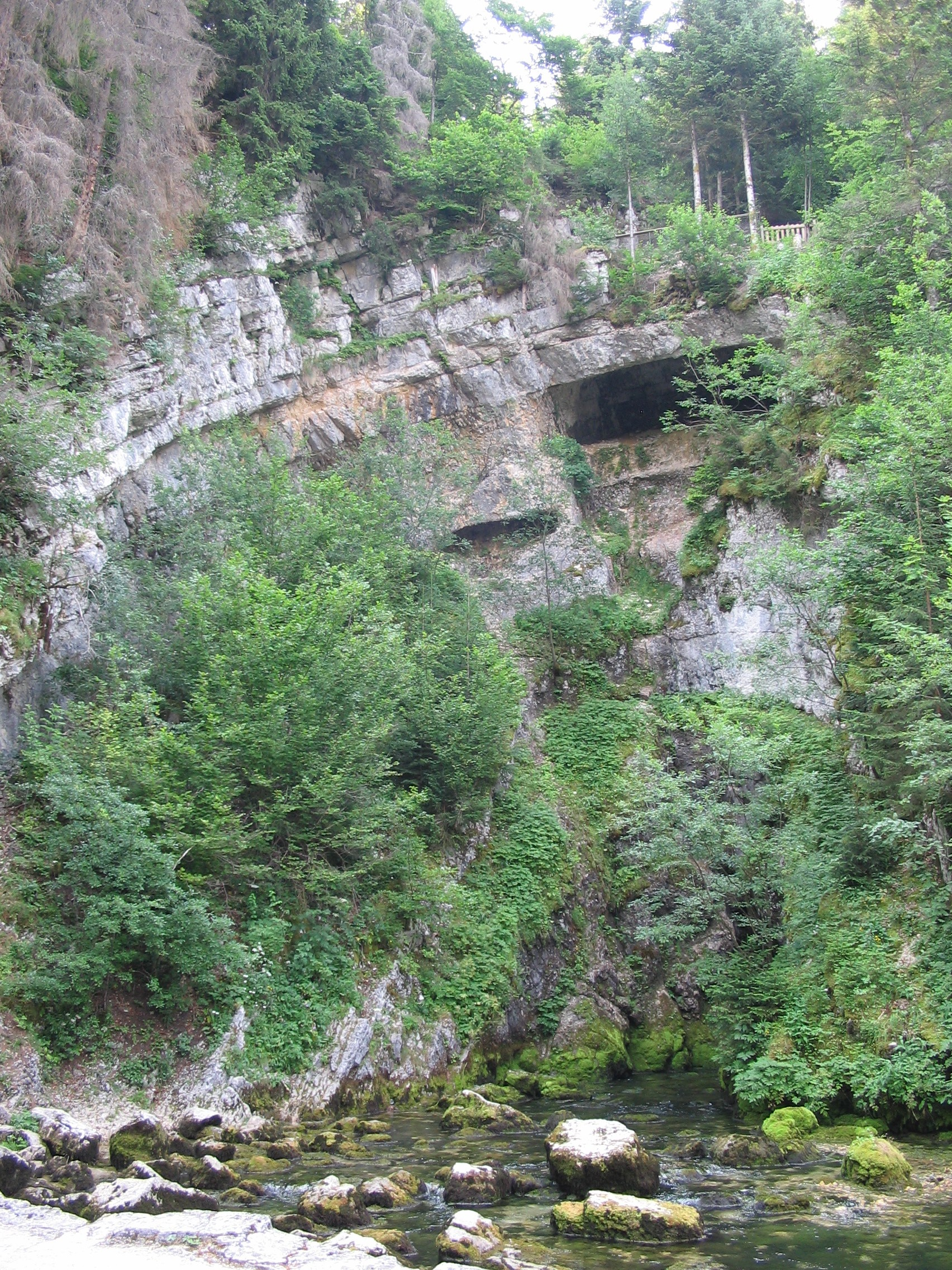
Nacimiento del Doubs.

Según Pierre-Yves Lambert, al Doubs se le llamaba antiguamente Dubis, del celta antiguo *dubn que significa negro (cf. irlandés dub, bretón du, antiguamente duz). Künzi y Kraege hablan de un origen celta en du o duh, que significa aquel que está oscuro, habiendo dado más adelante el nombre Dubis en galo. Aparece en la Guerra de las Galias con el nombre de Dube (latín, Dubis).

## Principales afluentes
Los principales afluentes del río son los siguientes:
- río Loue, con una longitud de 126 km;
- río Dessoubre, con una longitud de 33 km;
- río Allan, con una longitud de 65 km;
- río Clauge, con una longitud de 35,4 km;
- río Orain, con una longitud de 39 km;